# Bataille d'Isurava
Guerre du Pacifique de la Seconde Guerre mondiale
Batailles
- Buna-Gona
- Kokoda
- Isurava
- 1re Ruisseau Eora – Traversée de Templeton
- Efogi
- Ioribaiwa
- 2e Ruisseau Eora – Traversée de Templeton
- Oivi-Gorari
- Logistique alliée

La bataille d'Isurava (également parfois appelée la bataille d'Isurava – Abuari ou la bataille d'Isuraba) s'est déroulée du 26 au 31 août 1942. Faisant partie de la campagne de la piste Kokoda de la Seconde Guerre mondiale, la bataille a opposé les forces militaires australiennes, soutenues par les États-Unis, aux troupes japonaises du détachement des mers du Sud du général de division Tomitarō Horii qui ont débarqué autour de Buna et Gona en Papouasie à la mi-juillet 1942, avec l'intention de capturer Port Moresby au sud via la route terrestre.

## Contexte
Plusieurs petits combats ont lieu au nord de Kokoda, avant que le village lui-même ne devienne le théâtre de violents combats alors que la force australienne Maroubra lutte pour retarder l'avancée japonaise fin juillet et début août. Après de nouveaux combats autour de Deniki, les Australiens se retirent à Isurava, où les soldats de la milice de la force Maroubra sont renforcés par deux bataillons de la seconde force impériale australienne de la 21e brigade d'infanterie sous le brigadier Arnold Potts.

## La bataille

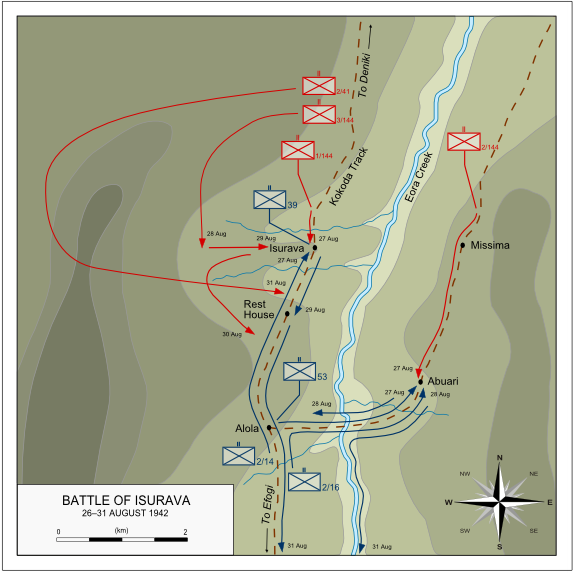
La bataille d'Isurava, 26-31 août 1942.

Dans ce qui deviendra la première grande bataille de la campagne, les deux parties mènent un lourd engagement autour d'Isurava fin août, alors que quatre bataillons d'infanterie australiens tentent de repousser les attaques d'une force japonaise de taille similaire. De l'autre côté du ruisseau Eora, des affrontements ont lieu autour d'Abuari, alors qu'un bataillon japonais tente de déborder les Australiens à Isurava par l'ouest et de couper la piste autour d'Alola, tandis qu'un autre bataillon japonais tente de flanquer Isurava à l'ouest. Soumis à un lourd bombardement d'artillerie japonaise, et dépourvus des leurs pour contrer ce tir indirect, les Australiens se défendent pendant quatre jours, avant d'effectuer un repli au contact, se repliant vers la traversée de Templeton, qui sera le théâtre de nouveaux combats début septembre 1942.

## Conséquences et postérité

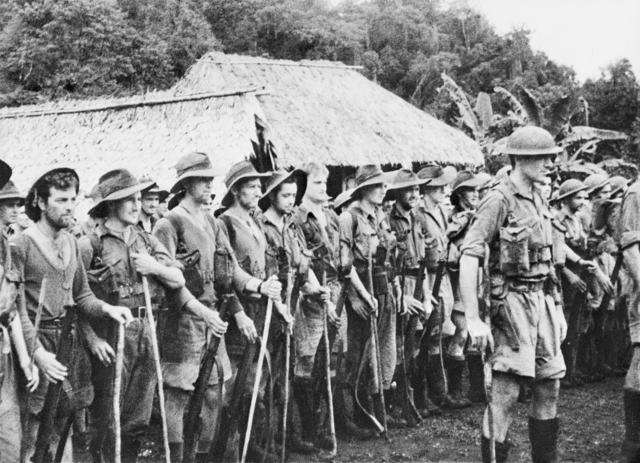
Photo du 39 bataillon australien après la campagne de piste de Kokoda.Cette image prise par Damien Parer, montre la bravoure avec laquelle les soldats australien ont réussi à défendre leurs position avant de devoir fuir.

Dans les années qui ont suivi la bataille, les combats autour d'Isurava deviendront un élément clé du récit australien de la campagne. Les Japonais ont remporté la victoire dans la capture d'Isurava, mais les récits australiens des premières années après la guerre ont caractérisé la bataille comme une action retardatrice réussie par une force largement en infériorité numérique qui infligea plus de pertes qu'elle n'en a subi, soulignant la bravoure des troupes australiennes dans une épopée et désespérée action de survie nationale. À cet égard, la bataille d'Isurava devint un élément clé de la légende Anzac, bien que des récits récents aient réexaminé la bataille. Alors que la taille de la force japonaise engagée dans les combats a été réévaluée, l'ampleur de l'exploit défensif australien a également été réinterprétée. 
Une analyse récente, tout en reconnaissant la bravoure individuelle des soldats australiens et japonais, met en évidence les lacunes tactiques des deux côtés et caractérise désormais la bataille comme un affrontement dans laquelle les forces australiennes ont pu se retirer en grande partie en raison d'erreurs tactiques des commandants japonais.